# جاده ئی۵۱ اروپا
جاده ئی۵۱ اروپا (به انگلیسی: European route E51) یکی از جاده‌های اصلی قاره اروپا است که در کشور آلمان قرار دارد.
این جاده که از شهر برلین شروع شده، در شهر نورنبرگ به پایان میرسد و مسافت آن ۴۷۹ کیلومتر است.